# アフェレレ・ファッシ
アフェレレ・ファッシ（Aphelele Fassi、1998年1月23日 - ）は、ユナイテッド・ラグビー・チャンピオンシップのシャークスに所属するラグビーユニオン選手。

## プロフィール
- 南アフリカ・キングウィリアムズタウン出身。
- ポジションはフルバック(FB)。
- 身長 189cm、体重 92kg
- 南アフリカ代表キャップは35（2024年11月現在）。
- 南アフリカA代表に選ばれたことがある。

## 略歴
デール大学高等学校卒業後、シャークスに加入。
2021年7月、ジョージア戦で南アフリカ代表デビュー。